# Emprunt Giscard
L'emprunt Giscard d'Estaing est un emprunt national émis par l'État français à la fin de l'année 1972 au taux d'intérêt de 7 %, alors que Valéry Giscard d'Estaing est ministre de l'Économie et des Finances.

## Contexte
L'objectif initial de l'emprunt est de réorienter les fonds vers l’épargne plutôt que vers la consommation, et de financer une baisse de la TVA qui devrait permettre une baisse des prix, et donc la modération salariale : pour cela, il baisse le taux des produits industriels de 23 % à 20 % et celui de plusieurs autres biens et services de 7,5 % à 7 %, alors que le taux sur la viande de bœuf est supprimée[pas clair].
Cependant, l'arrivée du premier choc pétrolier fin 1973 va frapper les économies développées, dont la France. Afin de compenser les pertes de recettes budgétaires causées par l'effet récessif du choc, le ministre des Finances Valéry Giscard d'Estaing s'active et met en place une série de mesures de redressement.
Lancé le 16 janvier 1973, l'emprunt à 15 ans est totalement souscrit dans la journée. Si son taux de 7 % est inférieur d’un point au prix du marché, il reste supérieur au taux d’inflation. Il est garanti en unités de compte européennes (équivalente à la valeur en or du dollar d’avant la dévaluation de 1971, soit 888,670 88 mg d’or fin) que  la naissance le 10 avril 1972 du serpent monétaire européen, un accord assurant une certaine stabilité monétaire entre les pays de la Communauté économique européenne, semblait rendre sûr, alors que le système des accords de Bretton Woods se délitait. Pour sécuriser totalement les emprunteurs, la direction du Trésor propose une garantie supplémentaire : au cas où la parité entre le franc et l’unité de compte européenne venait à disparaître, si elle n’était plus liée à l’or ou si le franc flottait librement, la garantie porterait sur la valeur moyenne en francs du lingot d’un kilo au cours des trente derniers séances boursières de 1972, soit 10 483 francs. 
Jacques Calvet et Claude Pierre-Brossolette sont opposés à l'indexation sur l'or, qu'ils considèrent comme hasardeuse, mais Giscard d'Estaing insiste pour des raisons historiques et le souvenir de l'emprunt Pinay de 1952. Le plan est cocréé par Jean-Yves Haberer, directeur de la Direction générale du Trésor,.

## Conception
Le taux d'intérêt de l'emprunt est fixé à 7 %. Les instabilités économiques et financières incitent le ministre à indexer l'emprunt sur le cours de l'or et donc du dollar. Le choix paraissait alors assez judicieux car, alors, le cours de l'or ne grimpait pas plus vite que l'inflation, et parfois moins certaines années, tandis que l'or continuait d’inspirer confiance aux épargnants.
En 1976, les accords de la Jamaïque, confirmant officiellement l'abandon du rôle légal international de l'or renversent complètement cette situation. Le franc, comme les autres monnaies, n'est plus rattaché au dollar, qui lui-même n'est plus rattaché à l'or. Seul l'emprunt Giscard reste indexé sur le cours du lingot d'or du fait, entre autres de la « clause d’indexation qui [aurait ] largement profilé aux souscripteurs » . Cette indexation jouera à la hausse à partir de 1978, lorsque la valeur de l'or est au plus haut. L'indexation coûtera d'autant plus cher à l’État que le franc est dévalué à plusieurs reprises. 
Au Parlement français, le Parti communiste français proteste contre la mise en place de l'emprunt.

## Conséquences
Peu après son émission, le coût de l'emprunt explose. Parce qu'il était in fine indexé sur l'or, qui lui-même était convertible en dollar jusqu'aux accords de la Jamaïque conclus les 7 et 8 janvier 1976, l'emprunt est sensible aux fluctuations qui se font de plus en plus fortes dans les années 1970. Les dévaluations successives creusent le coût de l'emprunt. La valeur du franc est divisée par 3,5 en 15 ans, notamment entre 1973 et 1985. Comme l'emprunt est émis en dollars US, et que le taux de change passe de 1$ = 4,4F (1973) à 1$ = 6,2F (1988), avec un pic de conversion à 1$ = 10F en 1985, la valeur initiale des emprunts se multiplie. En 1981, un bon d'emprunt d'une valeur de 1 000 francs valait 7 000 francs.
Si la France ne ratifie pas les accords de la Jamaïque, elle ne peut en infléchir les conséquences et dès avril 1978, c’est la clause subsidiaire, celle qui va calculer les intérêts sur la valeur du lingot de 1972 qui s’applique. À la fin de 1980, le lingot d’un kilo d’or fin vaut à Paris 90 000 francs, soit 8,6 fois sa valeur de référence pour le paiement des coupons. Le coupon versé en 1981 atteint donc 609,03 francs, 61 % de la valeur du principal. Fin 1983, le lingot cote 104 000 francs et l’État doit verser 18 milliards de francs d’intérêts, soit trois fois le capital levé dix ans plus tôt, et représente près du quart du service global de la dette publique. Le lingot revient en 1988, date du remboursement, à son niveau de 1980. Le coût du principal néanmoins s'élève à 55 milliards, soit 8,5 fois la somme initiale. Le Trésor doit utiliser le produit des privatisations décidées par le gouvernement Chirac en 1986 et 1987 pour faire face à cette échéance : 45 des 67 milliards de francs des privatisations y sont consacrés.
Cet emprunt a été particulièrement coûteux pour les finances publiques. Si 6,5 milliards ont été empruntés pour 15 ans, en janvier 1985, 22,6 milliards de francs avaient déjà été remboursés.  En intérêts et capital, l’État a dû rembourser en tout entre 76 et 90 milliards de francs,.
Lors du débat télévisé de 1981 entre Valéry Giscard d’Estaing et François Mitterrand, le président sortant est critiqué par le candidat socialiste et ne peut masquer l'échec de cet emprunt, bien que ce ne fut pas l'élément marquant de la confrontation. Toutefois, élu président, Mitterrand continuera à respecter les clauses de l'emprunt sans chercher à les limiter. Ainsi Catherine Lalumière, ministre de la Consommation, répond le 16 octobre 1983 à la tribune de l’Assemblée nationale que « Le gouvernement se considère lié par la parole donnée au nom de l’État », refusant d'aller au défaut de paiement à un moment où le pouvoir socialiste tente de se réconcilier avec les milieux d’affaires et les marchés internationaux.

## Postérité
Dans le roman Le Bûcher des vanités de Tom Wolfe, le protagoniste Sherman McCoy essaie d'acheter 600 millions de dollars de l'emprunt Giscard, soit 15 % de son émission totale, et échoue.